# 沙特莱
沙特莱（法語：Châtelet，法語發音：[ʃatlɛ] ⓘ）是比利时瓦隆大区埃諾省沙勒罗瓦区的一个城市，位于沙勒罗瓦东面，通行法语，是比利时法语社群的一部分，人口36,101人（2018年1月1日）。